# Neomarxismo
O neomarxismo é uma escola de pensamento marxista que abrange abordagens do século XX que alteram ou estendem o marxismo e a teoria marxista, tipicamente incorporando elementos de outras tradições intelectuais, como teoria crítica, psicanálise ou existencialismo (no caso de Jean-Paul Sartre ).
Tal como acontece com muitos usos do prefixo neo-, alguns teóricos e grupos designados como neo-marxistas procuram complementar as aparentes deficiências do marxismo ortodoxo ou do materialismo dialético. Muitos neomarxistas proeminentes, como Herbert Marcuse e outros membros da Escola de Frankfurt, foram sociólogos e psicólogos históricos.
O neomarxismo está sob a estrutura mais ampla da Nova Esquerda. Em um sentido sociológico, o neomarxismo acrescenta a compreensão mais ampla de Max Weber sobre a desigualdade social, como status e poder, à filosofia marxista. Exemplos de neomarxismo incluem marxismo analítico, marxismo estrutural francês, teoria crítica, estudos culturais, bem como algumas formas de feminismo. A teoria de posições de classe contraditórias de Erik Olin Wright é um exemplo do sincretismo encontrado no pensamento neomarxista, pois incorpora a sociologia weberiana, a criminologia crítica e o anarquismo.

## História
O neomarxismo se desenvolveu como resultado de problemas sociais e políticos que a teoria marxista tradicional não conseguiu abordar suficientemente. Essa iteração de pensamento tendia à disseminação ideológica pacífica e democrática, ao invés dos métodos revolucionários e muitas vezes violentos do passado. Economicamente, os líderes neomarxistas ultrapassaram a era do clamor público contra a guerra de classes e tentaram projetar modelos viáveis para resolvê-la.
Existem muitos ramos diferentes do neomarxismo, muitas vezes não concordando entre si e com suas teorias. Após a Primeira Guerra Mundial, alguns neomarxistas discordaram e mais tarde formaram a Escola de Frankfurt. A Escola de Frankfurt nunca se identificou como neomarxista. No final do século 20, o neomarxismo e outras teorias marxistas se tornaram um anátema nas culturas ocidentais democráticas e capitalistas, onde o termo alcançou conotações negativas durante o Red Scare. Por esta razão, os teóricos sociais da mesma ideologia desde então tendem a se desassociar do termo neomarxismo. Exemplos de tais pensadores incluem David Harvey e Jacque Fresco, com alguma ambigüidade em torno de Noam Chomsky, que foi rotulado de neomarxista por alguns, mas que discorda pessoalmente de tais avaliações. Social-democracia e socialismo democrático são exemplos de neomarxismo.

## Economia neomarxista

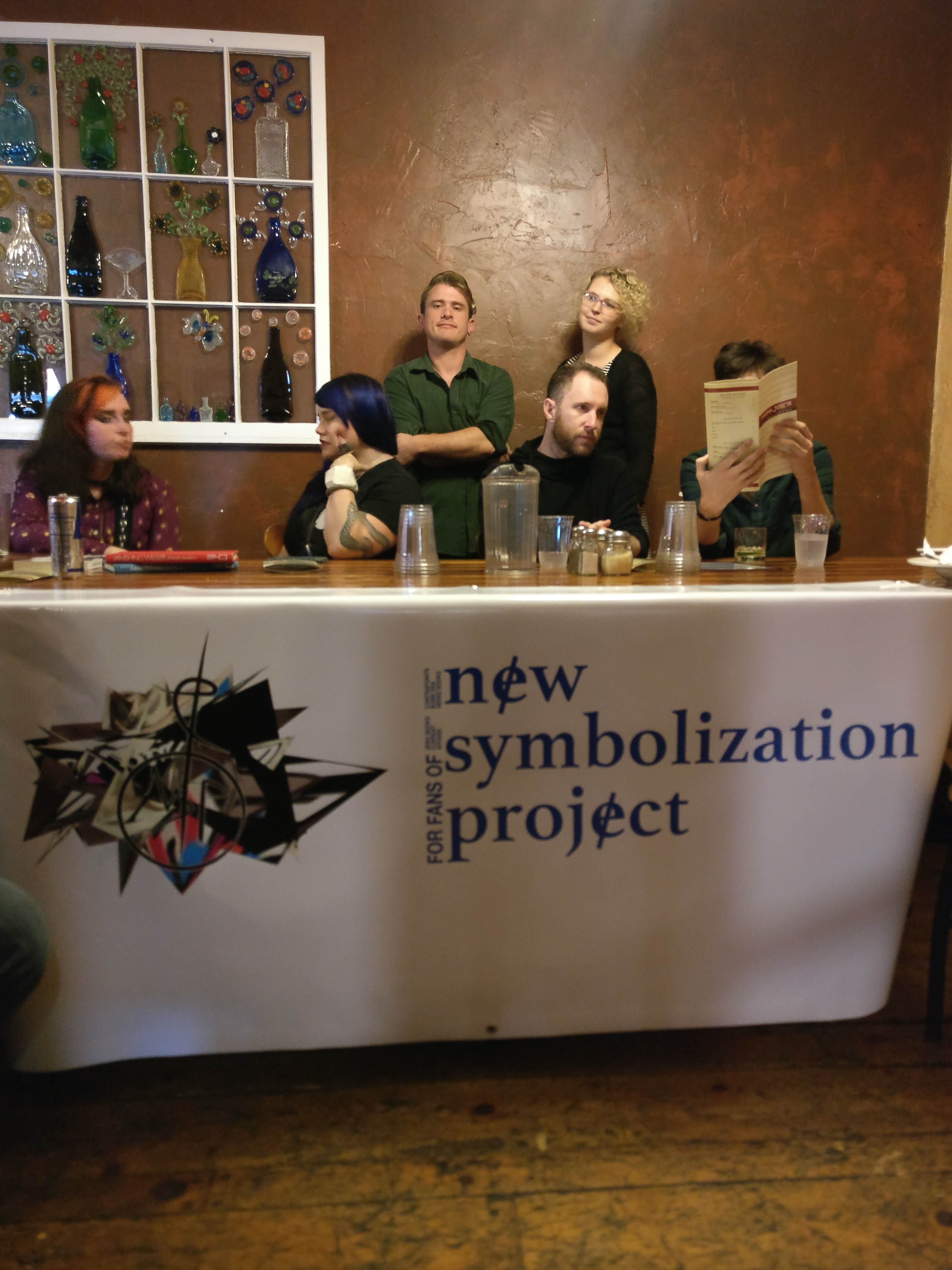
O New Symbolization Project, um clube de teoria crítica da Boise State University, realizou a primeira resposta acadêmica multidisciplinar sustentada ao fenômeno Jordan Peterson no final de outubro de 2018; o notável economista marxista Richard D. Wolff e o teólogo radical Peter Rollins deram as palestras.

Os termos "neomarxista" e "pós marxista" foram usados pela primeira vez para se referir a uma tradição distinta de teoria econômica nas décadas de 1970 e 1980 que decorre do pensamento econômico marxista. Muitas das principais figuras estavam associadas à esquerdista Monthly Review School. A abordagem neomarxista da economia do desenvolvimento está ligada às teorias da dependência e dos sistemas mundiais. Nesses casos, a ' exploração ' que o classifica como marxista é externa, e não a exploração 'interna' normal do marxismo clássico.
Na economia industrial, a abordagem neomarxista enfatiza a natureza monopolista e oligárquica, em vez da natureza competitiva do capitalismo. Essa abordagem está associada a Michał Kalecki, Paul A. Baran e Paul Sweezy.

A abordagem neomarxista integra a economia não marxista ou "burguesa" dos pós-keynesianos, como a escola neoricardiana de Joan Robinson e Piero Sraffa. Os economistas poloneses Michał Kalecki, Rosa Luxemburg, Henryk Grossman, Adam Przeworski e Oskar Lange foram influentes nessa escola, especialmente no desenvolvimento da teoria do subconsumo. Enquanto a maioria dos partidos comunistas oficiais condena a teoria neomarxista como "economia burguesa", alguns neomarxistas servem como conselheiros para governos socialistas ou em desenvolvimento do terceiro mundo. A teoria neomarxista também influenciou o estudo do imperialismo.

### Conceitos
As grandes empresas podem manter os preços de venda em níveis elevados enquanto ainda competem para cortar custos, anunciar e comercializar seus produtos. No entanto, a concorrência é geralmente limitada com algumas grandes formações de capital compartilhando vários mercados, com exceção de alguns monopólios reais (como o Bell System na época). Os superávits econômicos resultantes não podem ser absorvidos pelos consumidores gastando mais. A concentração do excedente nas mãos da elite empresarial deve, portanto, ser orientada para as tendências imperialistas e militaristas do governo, que é a maneira mais fácil e segura de utilizar a capacidade produtiva excedente.
A exploração visa principalmente trabalhadores de baixa renda e trabalhadores domésticos, especialmente minorias étnicas. Os assalariados comuns veem o estresse em sua dinâmica produtiva sabotar seus relacionamentos, levando a uma maior alienação e hostilidade. Todo o sistema é amplamente irracional porque, embora os indivíduos possam tomar decisões racionais, o objetivo final do sistema não é. Enquanto as políticas keynesianas de pleno emprego forem seguidas, o sistema continuará a funcionar, mas à medida que os países menos desenvolvidos se livrarem dos grilhões da dominação neocolonial, sua estabilidade continuará ameaçada.

#### Teoria do valor trabalho
Paul A. Baran introduziu o conceito de excedente econômico potencial para lidar com novas complexidades levantadas pelo domínio do capital monopolista, em particular a previsão teórica de que o capitalismo monopolista estaria associado à baixa utilização da capacidade e, portanto, o excedente potencial seria tipicamente muito maior do que o excedente realizado. Com Paul Sweezy, Baran elaborou a importância dessa inovação, sua consistência com o conceito de valor -trabalho de Marx e a relação suplementar com a categoria de mais-valia de Marx.
De acordo com as categorias de Baran:
- Superávit econômico real: "a diferença entre a produção atual real da sociedade e seu consumo atual real". Portanto, é igual à poupança ou acumulação corrente.
- Superávit econômico potencial: "a diferença entre a produção que poderia ser produzida em um determinado ambiente natural e técnico com a ajuda de recursos produtivos empregáveis e o que poderia ser considerado consumo essencial".

Baran também introduziu o conceito de excedente planejado – uma categoria que só poderia ser operacionalizada em uma sociedade socialista racionalmente planejada. Isso foi definido como "a diferença entre a produção 'ótima' da sociedade disponível em um ambiente natural e tecnológico historicamente determinado sob condições de utilização 'ótima' planejada de todos os recursos produtivos disponíveis e algum volume 'ótimo' escolhido de consumo".
Baran usou o conceito de superávit para analisar as economias subdesenvolvidas (ou o que agora é mais otimista chamado de "economias em desenvolvimento") em sua Economia Política do Crescimento.